# جوناثان أيسن
جوناثان أيسن (بالإنجليزية: Jonathan A. Eisen)‏ هو معلوماني حيوي ‏ وأحيائي وأستاذ جامعي أمريكي، ولد في 1967.

## وصلات خارجية
- الموقع الرسمي